# California settentrionale

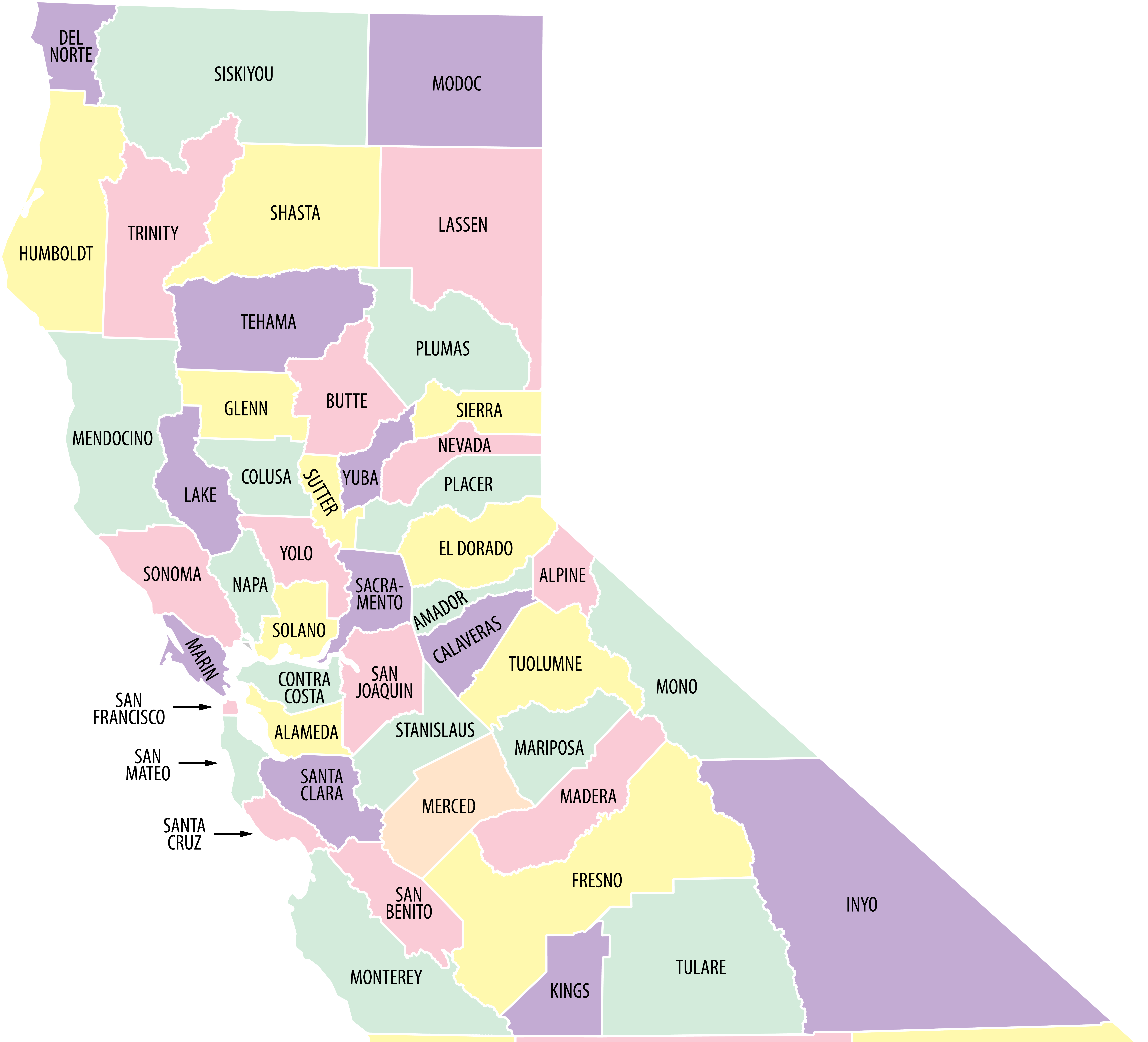
Mappa delle contee appartenenti alla Northern California

La California settentrionale (Northern California in inglese, talvolta abbreviato in NorCal) è una regione corrispondente alla parte settentrionale dello stato della California, negli Stati Uniti d'America. Comprende 48 contee, contro le 10 che invece costituiscono la California meridionale. Nel 2020 contava circa 15,8 milioni di abitanti con la maggior parte della popolazione concentrata nella Bay Area, in particolare a San Francisco, San Jose e Oakland. Altre importanti aree urbane sono l'area metropolitana di Sacramento, l'area a sud della Catena delle Cascate e la Central Valley (con Fresno come area metropolitana principale)

## Geografia
La denominazione geografica della California settentrionale è prettamente formale. Il confine occidentale è naturalmente segnato dalla costa dell'oceano Pacifico, quello settentrionale dal confine con l'Oregon, quello orientale dal confine col Nevada. A sud, per separare la California settentrionale dalla California meridionale, si fa riferimento ai confini delle contee di Monterey, Kings, Tulare e Inyo.

## Luoghi naturali
Tra i principali luoghi naturali compresi nella regione vi sono la Sierra Nevada, la Yosemite Valley, il lago Tahoe, il monte Shasta e la Valle centrale di California.

## Economia
La California settentrionale è una zona ad altissimo potenziale industriale: basti pensare alla presenza della Silicon Valley. L'economia della regione si basa molto sul settore dell'alta tecnologia, sull'energia sostenibile, sulla finanza e sul settore biomedico.

## Contee
- Contea di Alameda
- Contea di Alpine
- Contea di Amador
- Contea di Butte
- Contea di Calaveras
- Contea di Colusa
- Contea di Contra Costa
- Contea di Del Norte
- Contea di El Dorado
- Contea di Fresno
- Contea di Glenn
- Contea di Humboldt
- Contea di Inyo
- Contea di Kings
- Contea di Lake
- Contea di Lassen
- Contea di Madera
- Contea di Marin
- Contea di Mariposa
- Contea di Mendocino
- Contea di Merced
- Contea di Modoc
- Contea di Mono
- Contea di Monterey
- Contea di Napa
- Contea di Nevada
- Contea di Placer
- Contea di Plumas
- Contea di Sacramento
- Contea di San Benito
- Contea di San Francisco
- Contea di San Joaquin
- Contea di San Mateo
- Contea di Santa Clara
- Contea di Santa Cruz
- Contea di Shasta
- Contea di Sierra
- Contea di Siskiyou
- Contea di Solano
- Contea di Sonoma
- Contea di Stanislaus
- Contea di Sutter
- Contea di Tehama
- Contea di Trinity
- Contea di Tulare
- Contea di Tuolumne
- Contea di Yolo
- Contea di Yuba